# غنيمون متدلي
جنتوم متدلي (الاسم العلمي:Gnetum pendulum) هو نوع من النباتات يتبع جنس الجنتوم من الفصيلة الجنتوية.